# 東京国際ファンタスティック映画祭
東京国際ファンタスティック映画祭（とうきょうこくさいファンタスティックえいがさい、Tokyo International Fantastic Film Festival）は、1985年から2005年まで毎年秋に東京で開催されていた映画祭である。TAKARAファンタスティック映画祭を前身とし、2002年までは渋谷地区、2003年からは新宿地区で開催された。SF・ホラーなどが主軸で上映された。愛称は「東京ファンタ」。東京国際映画祭協賛企画。

## 概要
1985年の開催時には、東急文化会館内の渋谷パンテオンにて17タイトルが上映された。2003年6月の東急文化会館の閉館にともない、会場を新宿ミラノ座（現・新宿ミラノ1）に移した。2005年には33タイトルが上映された。
2000年までは映画祭のプロデューサー兼司会を小松沢陽一が務めたが、2001年に司会を病欠し、代わりに2002年からはいとうせいこうがチーフクリエイター（2005年のみチーフプロデューサー）という肩書きで参加していた。
また映画祭が20周年を迎える記念として、当時のチーフクリエイターであったいとうせいこうの発案により、今まで東京ファンタにはなかったコンペティションが企画され、2003年よりデジタルショートアワード「600秒」がスタート。
しかしスポンサー探しが難航する等資金面で苦戦を強いられたこともあり、2006年以降開催を休止しているが、同年発足した東京国際シネシティフェスティバルへとその特色は受け継がれた。会場は同じく新宿ミラノ1。
また2007年より、映画祭内で開催していたデジタルショートアワード「600秒」が、名前を「第一回デジタルショートアワード」と変え、単独開催することが決定。このコンペティションの総合グランプリを決める本選（決勝大会）は、2008年3月29日の23時より新宿ミラノ1にてオールナイトで開催され、明け方5時に結審した。記念すべき第一回総合グランプリ受賞作品は、永野宗典監督の『黄金』となった。
2014年12月12日に、「東京ファンタ復活祭2014」として、新宿ミラノ1にて一夜限りの復活祭を行った。このイベントは2014年末で閉館となる当劇場のクロージングイベントの一環にもなっている。
　

## 関連文献
- 小松沢陽一著『夢人間たちの共和国 : 東京国際ファンタスティック映画祭10年史』（シネマハウス刊、1995年10月、ISBN 4-7952-2057-3）